# Magic Leap One
Magic Leap One est un visiocasque de réalité augmentée créé par Magic Leap et dont la sortie est prévue pour 2018.